# M31V J00443799+4129236
M31V J004437.99+412923.6은 안드로메다자리의 안드로메다 은하내에 위치한 세페이드 변광성이다. 거리는 252만 광년이다. 두 별과의 거리는 약 0.15 AU(2,240만 km)이며, 동반성이 정 중앙에 위치할 때의 주기는 3.54969일이다.